# Гвоздово
Гвоздови или Ђувезна (грч. Άσσηρος, Асирос) је насељено место у општини Лагадина у периферији Средишња Македонија, Грчка. Према попису из 2021. године било је 1.843 становника.
Према бугарском географу и историчару, Василу Канчову, у Гвоздову је 1900. године живело 350 Турака и 500 Грка, односно хеленизованих Словена који су били двојезични. Године 1924. турско становништво је принудно исељено у Турску а на њихово место су насељене грчке избегличке породице. На попису из 1928. године село је имало 1.412 становника.